# Andrei Trawin
Andrei Trawin (kasachisch/russisch: Андрей Травин; * 27. April 1979) ist ein ehemaliger kasachischer Fußballspieler.

## Karriere
Andrei begann seine Karriere im Jahr 1998 bei Kairat Almaty. Nach drei Jahren wechselte er zu Wostok Öskemen, wo er eine Saison unter Vertrag stand. 2002 spielte er bei Zhenis Astana. Seit 2003 lief der Mittelfeldspieler mit einer kurzen Unterbrechung für FK Almaty auf. 2009 wechselte er zu Schetissu Taldyqorghan. Nach nur einer Saison ging er zum Ligarivalen Tobol Qostanai.

## Nationalmannschaft
Trawin wurde 18-mal in der Kasachischen Fußballnationalmannschaft eingesetzt.

## Erfolge
- Kasachischer Meister: 2010
- Kasachischer Pokalsieger: 2000, 2006